# Brodalumab
Brodalumab (v USA pod názvem Siliq, v Evropě Kyntheum) je lidská monoklonální protilátka určená k léčbě zánětlivých onemocnění.
V únoru 2017 byl Brodalumab schválen FDA pro léčbu středně těžké až těžké ložiskové psoriázy (lupénky) u lidí, jejichž předchozí léčba selhala.

## Mechanismus účinku
Brodalumab je humánní monoklonální imunoglobulin, který se váže na lidský IL-17RA a blokuje biologickou aktivitu prozánětlivých cytokinů (např. IL-17A), což vede k ztlumení zánětlivých aktivit a zlepšení klinických příznaků spojených s psoriázou.

## Historie
Brodalumab byl vyvinut společností Amgen, Inc. pod názvem AMG 827. V roce 2013 proběhly dvě klinické studie fáze III zaměřené na léčbu středně těžké až těžké ložiskové psoriázy. V listopadu 2014 oznámily společnosti Amgen a AstraZeneca povzbudivé výsledky studií fáze III. Přípravek splnil svůj primární cíl a v porovnání s ustekinumabem a placebem vykazoval vynikající zlepšení a vyčištění pleti. V květnu 2015 však Amgen oznámil, že kvůli nahlášeným případům pacientů majících „sebevražedné představy a chování“ ukončí svoji účast na společném vývoji léku. AstraZeneca bude výhradně zodpovědná za budoucí vývoj Brodalumabu a jeho uvedení na trhy ve všech oblastech, s výjimkou určitých asijských zemí (jako je Japonsko), kde vlastní práva na Brodalumab společnost Kyowa Hakko Kirin pod názvem KHK-4827. V září 2015 AstraZeneca oznámila partnerství se společností Valeant Pharmaceuticals, ve kterém společnost Valeant převzala výhradní práva na vývoj a obchodování s přípravkem Brodalumab. V červenci 2016 byla práva na Brodalumab prodána společnosti LEO Pharma A/S. V lednu 2016 podala společnost LEO Pharma A/S americkému FDA žádost o registraci biologického léčivého přípravu (BLA - Biologics License Application).
Schválení následovalo v únoru 2017.